# Молодёжный (Красносулинский район)
Молодёжный — посёлок в Красносулинском районе Ростовской области.
Входит в состав Михайловского сельского поселения.

## География
На хуторе имеется одна улица: Степная.

## История
Образован в 1995 году.

## Население
| 2002 | 2010 |
| ---- | ---- |
| 426  | ↘393 |